# Арсеньєв Костянтин Іванович
Костянти́н Іва́нович Арсе́нтьєв (23 жовтня 1789, Мірханов —†11 грудня 1865) — російський статистик, географ, історик, академік Петерб. академії наук. 
Народився в с. Міраханові Чухломського пов. Костромської губернії. З 1817 — ад'юнкт-професор географії і статистики Петерб. пед. інституту, перетвореного 1819 в університет, з якого за «революційні ідеї» був звільнений. 
Арсентьєв виступав проти кріпацтва. 
В 1835—53 керував статистичними роботами; за його пропозицією були створені статистичні комітети. Арсеньєв був одним із засновників адм. статистики Росії і одним з організаторів Рос. географічного товариства (1845). 
Праці Арсеньєва відіграли велику роль у створенні статистики і економічної географії Росії; йому належить перша спроба науково обґрунтованого районування Росії. 
Найважливіші праці Арсеньєва: 
- «Коротка загальна географія» (1818);
- «Начерк статистики Російської держави» (1818–1819);
- «Статистичні нариси Росії» (1848).

Остання праця була великим вкладом в економічне вивчення Росії. 
Арсентьєв опублікував багато статистично-економічних описів губерній (у тому числі 6 губерній України) та окремих міст; залишив кілька історичних праць.